# Esteve III de Wittelsbach

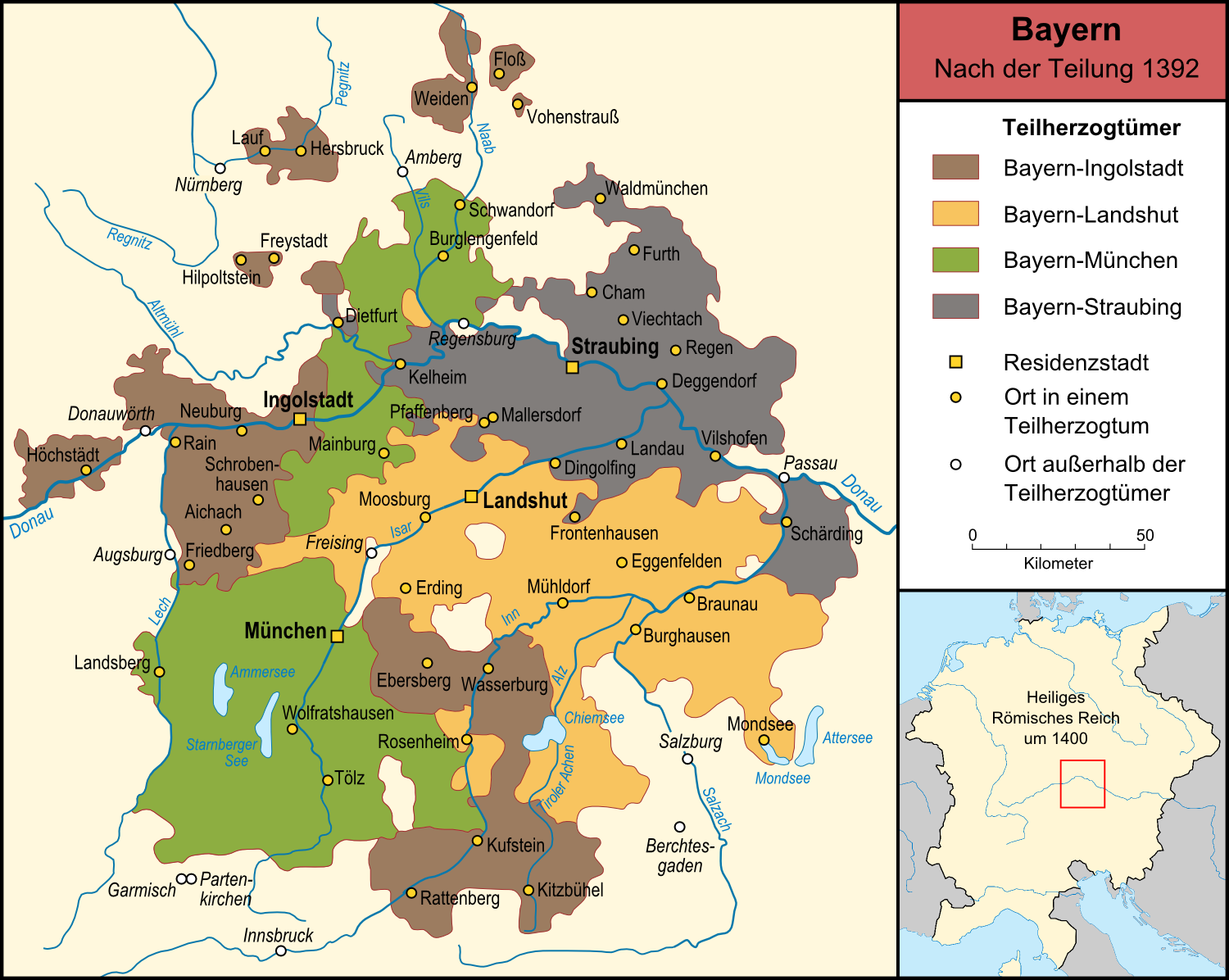
Partició de 1392

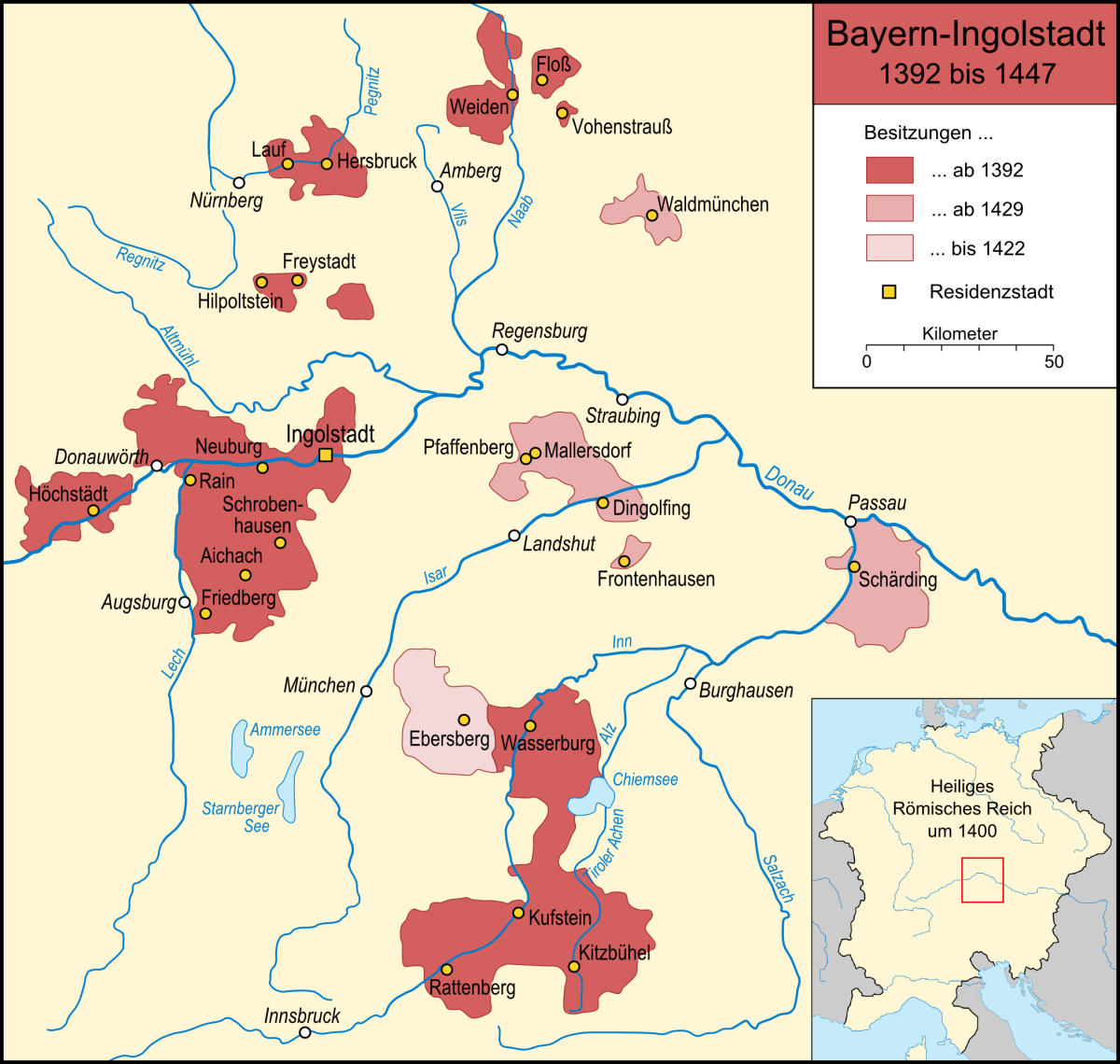
Baviera-Ingolstadt 1392-1429

Esteve III de Wittelsbach (en alemany: Stephan III der Kneissl, Herzog von Bayern, 1337 - 26 de setembre de 1413 a Niederschönenfeld) fou un duc de Baviera des 1375. Era el fill gran d'Esteve II de Wittelsbach i d'Elisabet II de Sicília.

## Regnat
De 1375 a 1392 va governar junt amb els seus germans Frederic i Joan II al ducat de Baviera-Landshut. El 1392 Joan es va negar a finançar les aventures italianes dels seus germans (casats amb files de Bernabé Visconti) i les despeses excessives d'Esteve III a la cort, i va demanar la partició de Baviera-Landshut, que doncs es va dividir en tres parts: la mateixa Baviera-Landshut reduïda, Baviera-Ingolstadt i Baviera-Múnic. A Esteve III li va correspondre Baviera-Ingolstadt però aviat es va considerar perjudicat per l'acord de repartiment i va entrar en guerra contra el seu germà Joan de Baviera-Múnich fins que el 1395 va aconseguir un acord que establia un govern conjunt pels dos territoris.
Després de la mort dels seus dos germans Frederic (1393) i Joan II (1397), Esteve va tractar d'estendre el seu ducat i això va provocar un llarg conflicte amb els seus nebots. Al contrari que aquestos, Esteve va donar suport al rei Rupert o Robert d'Alemanya contra el partit dels Luxemburg. Es va veure obligat pel seu nebot Ernest a limitar el seu regnat a Baviera-Ingolstadt el 1402 i, en revenja va donar suport als aixecaments dels ciutadans de Múnic el 1403 que va fracassar. El seu intent el 1410 per reconquerir Tirol al que el seu pare havia renunciat a favor dels Habsburg, no va tenir èxit.

## Matrimoni i fills
Es va casar dues vegades. En primer lloc, es va casar el 13 d'octubre de 1364 amb Taddea Visconti, filla de Bernabé Visconti i de Beatriz della Scala. En segon lloc, es va casar a Colònia el 16 de gener de 1401 amb Elisabet de Clèveris, filla del comte Adolf III de Clèveris. Del seu primer matrimoni va tenir un fill, Lluís VII el Barbut, que el va succeir a Baviera-Ingolstadt, i una filla, que es va convertir en la reina de França, Elisabet de Baviera.